# Martin Schmidt
Martin Schmidt (Naters, 12 april 1967) is een Zwitsers voetbalcoach en voormalig voetballer.

## Trainerscarrière
Na zijn spelerscarrière werd Schmidt direct coach van FC Raron, de club waar hij zijn carrière afsloot. Tot 2003 was hij een van de twee hoofdtrainers van de club, daarna werd hij alleen hoofdcoach. In 2008 nam hij het tweede team van FC Thun onder zijn hoede. Twee jaar later, in 2010, werd Schmidt coach van het tweede team van 1. FSV Mainz 05. In het seizoen 2013/14 haalde hij de derde plaats met Mainz II in de Regionalliga Südwest. Op 17 februari 2015 volgde hij de Deen Kasper Hjulmand op als hoofdcoach van 1. FSV Mainz 05, uitkomend in de Bundesliga. In het eerste seizoen eindigde Mainz als zesde en dwong het Europees voetbal af. Na een matiger tweede seizoen, met een uiteindelijke 15e plaats, werd het contract van Schmidt bij Mainz met wederzijds goedkeuren ontbonden. Het contract liep nog door tot juni 2018. Schmidt werd in september 2017 aangesteld bij VfL Wolfsburg. Daar stapte hij in februari 2018 tot verrassing van de clubleiding zelf op.
Op 10 april 2019 werd Schmidt voorgesteld als nieuwe trainer van FC Augsburg. Daar volgde hij de ontslagen Manuel Baum op. Augsburg stond op dat moment op de 15e plaats in de Bundesliga. Aan het einde van het seizoen bleef Augsburg steken op die 15e plaats. In het vervolgseizoen ging Augsburg aanvankelijk goed van start, maar rond de winterstop kwam de klad in het spel van Augsburg. Schmidt werd op 9 maart 2020 ontslagen, na een 2-0-nederlaag tegen FC Bayern München. De ploeg stond 14e en had in de laatste negen wedstrijden slechts vier punten behaald. Per 28 december 2020 is Schmidt terug in dienst bij FSV Mainz, ditmaal als sportief directeur.